# Universitat d'Alacant
La Universitat d'Alacant (UA) va ser creada a l'octubre de 1979 a Sant Vicent del Raspeig sobre l'estructura del Centre d'Estudis Universitaris (CEU) que havia començat a funcionar en 1968.
Alacant recuperava d'aquesta manera els seus estudis universitaris, els quals van ser suspesos al 1834 amb el tancament de la Universitat d'Oriola.
El seu traductor automàtic Internostrum (Apertium) de castellà a català (o viceversa) gaudeix de molta popularitat entre els internautes, i és un important canal de comunicació entre les viquipèdies en les dues citades llengües.
UniMOOC és una plataforma de cursos MOOC impulsada en un primer moment per la Universitat d'Alacant. Presenta una oferta educativa pensada específicament per a persones emprenedores.

## Història
Malgrat la seua joventut, la Universitat d'Alacant és hereva d'importants tradicions universitàries i d'ensenyament. La més antiga és la de la Universitat d'Oriola, que va ser creada mitjançant una butlla papal el 1545 i va mantenir obertes les seues portes durant dos segles (1610-1808) per a, uns quants segles més tard, renéixer aquesta tradició universitària en la jove Universitat d'Alacant.
Alguns dels seus actuals ensenyaments remunten també les seues arrels a veteranes institucions, tal com succeeix amb la formació de mestres, nascuda el 1844 a la província d'Alacant amb l'Escola Normal de Mestres que es va fundar a Oriola i que ha acabat desembocant en l'actual Facultat d'Educació. Així mateix, les actuals titulacions en Econòmiques i en Empresarials que imparteix la Universitat d'Alacant tenen uns antecedents molt llunyans en una autorització reial del 1785 que es concreta en una Escola de Comerç el 1816.
La Universitat d'Alacant va néixer el 1979 a través d'una llei del Congrés dels Diputats a partir de l'embrió d'un Centre d'Ensenyaments Universitaris dependent de la Universitat de València. La societat alacantina, que va tenir un important protagonisme en les gestions que precediren la creació de la seua Universitat, la va acollir amb una gran estima des del principi, tant en l'aspecte de formació d'alumnes com en l'aportació dels seus coneixements científics per a informes i projectes d'R+D per a empreses i institucions.
Des que es va fundar, la UA ha experimentat un ràpid creixement, que va fer que superara els 30.000 alumnes al final dels anys 90. En aquest fet va constituir un factor determinant el suport de la societat alacantina, que ha tingut sempre entre les seues reivindicacions primordials la creació i l'enfortiment dels estudis universitaris. El campus va haver de dur a terme successives expansions i amplis plans de construcció de centres, aularis i edificis auxiliars per a afrontar la seua contínua ampliació de titulacions, impulsada per un fort creixement en la demanda de matrícules i de línies d'investigació. Fins i tot va donar origen a una nova universitat, la Universitat Miguel Hernández, nascuda del nucli de la Facultat de Medicina i altres estudis que fins llavors pertanyien a la Universitat d'Alacant.
La Universitat d'Alacant, després de vint-i-cinc anys d'existència, presenta més de cinquanta titulacions, més de setanta Departaments Universitaris i unitats i grups d'investigació en Àrees de Ciències Socials i Jurídiques, Experimentals, Tecnològiques, Humanitats, Educació i Ciències de la Salut, cinc Instituts Universitaris d'investigació. Actualment disposa d'un campus d'un milió de metres quadrats i una diversos serveis.
El 2018 s'inaugurà el Grau en Enginyeria Biomèdica amb 60 places.

## Centres i departaments

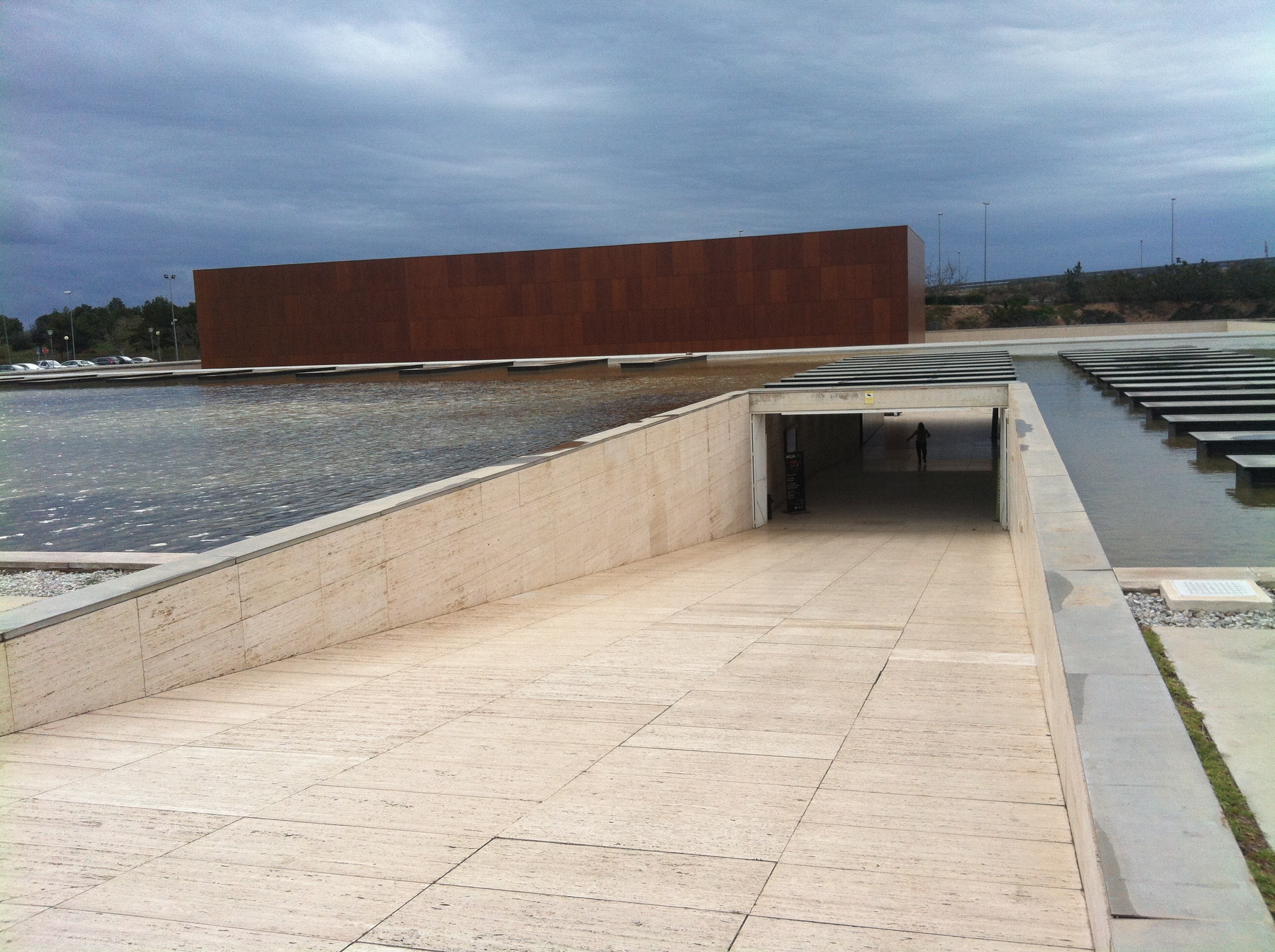
Museu d'Art Contemporani de la Universitat d'Alacant

La Universitat d'Alacant s'estructura en onze centres: cinc facultats, l'Escola Politècnica Superior i cinc escoles universitàries. A més, l'activitat docent i investigadora es desenvolupa a través de 57 departaments i 14 instituts universitaris, dos d'ells interuniversitaris.
Facultats
- Ciències Econòmiques i Empresarials  Arxivat 2007-07-15 a Wayback Machine.
- Ciències  Arxivat 2009-12-14 a Wayback Machine.
- Dret  Arxivat 2009-09-07 a Wayback Machine.
- Educació  Arxivat 2009-12-17 a Wayback Machine.
- Filosofia i Lletres  Arxivat 2009-08-22 a Wayback Machine.

- Ciències de la Salut[2]

Escoles superiors
- Escola Politècnica Superior  Arxivat 2009-12-14 a Wayback Machine.
- Escola de doctorat[3]

Escoles universitàries
- Relacions Laborals d'Elda[4]

## Campus

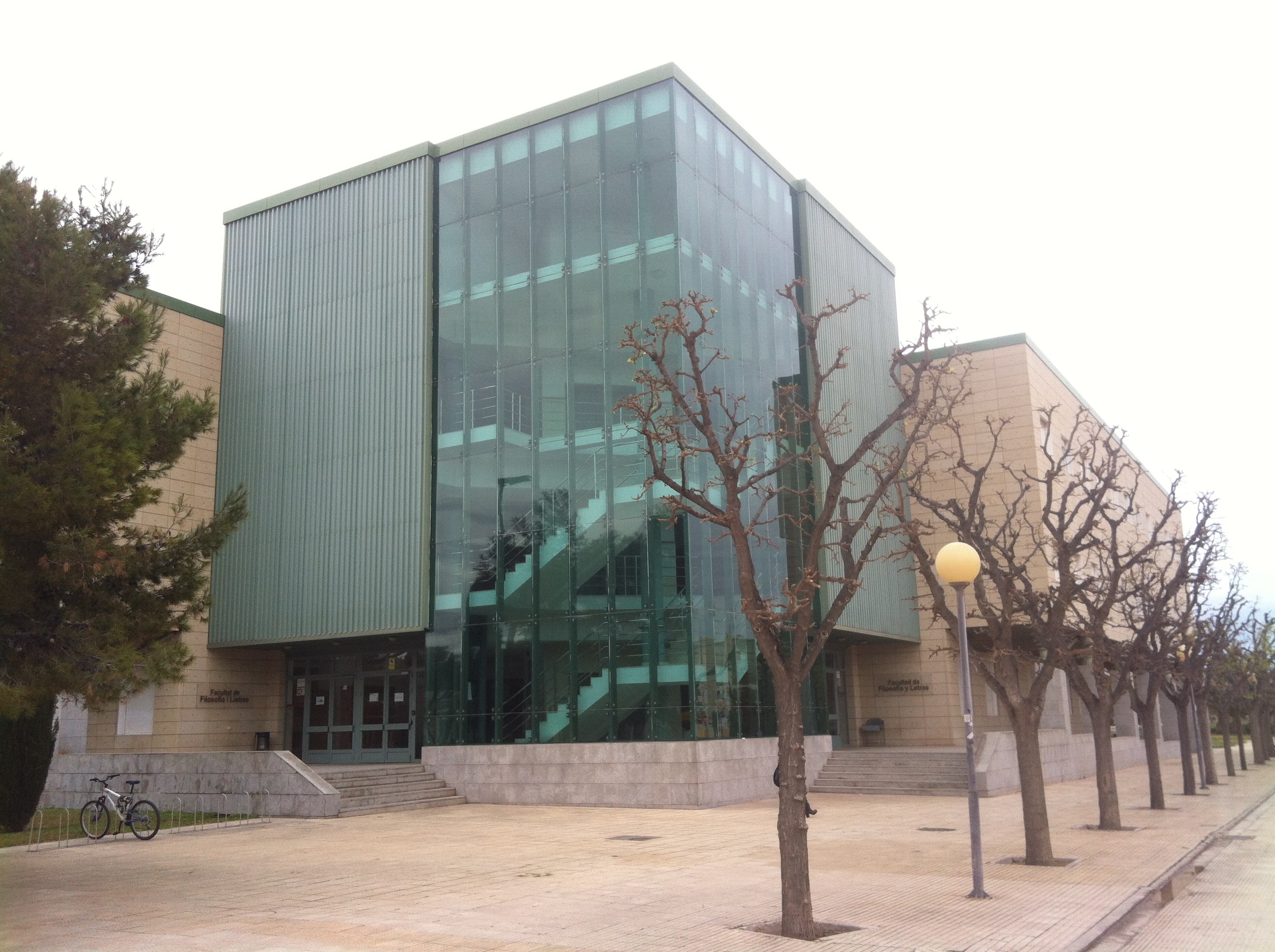
Facultat de lletres

Amb una extensió actual de prop d'un milió de metres quadrats i terrenys annexos disponibles per a la seua expansió en altres 650.000 metres, una de les seues principals característiques és l'aspecte ampli i obert. La seua joventut ha permès que des del principi fóra dissenyat urbanísticament segons les tendències més actuals. A això cal afegir una jardineria ben atesa, un important arbrat i un índex molt alt d'espai per a vianants. L'ampliació en perspectiva del campus s'està planificant perquè consolide i augmente aquesta qualitat.
A més de la seua alta qualitat ambiental, el campus es troba molt pròxim al nucli urbà d'Alacant amb el qual té bones connexions, que inclouen línies d'autobús. El fet ser contigu a l'autopista A7 facilita una connexió immediata amb la xarxa de carreteres nacional i el corredor mediterrani, a més d'una gran facilitat de comunicació amb l'aeroport d'Alacant-Elx. Així mateix, un baixador ferroviari permet l'accés directe a aquest mitjà de transport.
L'accessibilitat dels seus edificis i instal·lacions és una preocupació que es palesa no tan sols en l'estudiat disseny de les construccions més recents, sinó també en les reformes que es planifiquen per als més antics. S'ha engegat un pla d'accessibilitat al campus que abraça tant el viari del campus com l'accés als edificis que el formen, el transport i els aspectes relacionats amb la comunicació sensorial, a més de servir com a instrument de treball futur per als tècnics encarregats de posar-lo en marxa en el territori de la Universitat.
Un signe distintiu del campus és la seua poca densitat. Els edificis estan dispersos i quan les edificacions requerien volum, s'ha recorregut a construir-los a baix nivell perquè visualment només sobreïsquen de terra dues o tres altures. Disposa d'un arbrat abundant on hi abunden exemplars anyencs, aconseguits gràcies a una intensa campanya de trasplantaments d'exemplars ja crescuts, que han donat institucions i particulars.
El campus es troba en un procés d'ampliació que implica la creació de nous espais docents i d'investigació. Un nou edifici dels Serveis Tècnics d'Investigació, juntament amb altres actuacions, constitueix el començament del Parc Científic de la UA.

## Parc Científic
El Parc Científic es troba en una àrea geogràfica situada estratègicament, i en terrenys especialment ben comunicats, al costat de l'Autopista del Mediterrani (A-7). Des de València, un ramal comunica directament l'eixida de la A-7 amb el recinte universitari. Des del sud, l'accés es fa també directament a través d'una rotonda a la qual s'obri una porta del campus. Aquest punt de trobada és només a uns pocs minuts del punt d'intersecció de l'autovia Madrid-Alacant. A la rotonda esmentada desemboca l'autovia de l'interior de la província, que permet una connexió amb l'àrea industrial del nord a les comarques de la Foia de Castalla i l'Alcoià. A l'aeroport d'Alacant-Elx (l'Altet) s'accedeix per autovia en uns 10 minuts. L'aeroport dona servei a una àrea supraprovincial d'un radi de 100 km, amb una ampla xarxa de vols internacionals impulsats pel moviment de viatgers turístics. L'accés directe al port d'Alacant també es fa per autovies i en un temps d'uns huit minuts. El baixador d'una línia de ferrocarril que delimita un dels costats del seu perímetre completa les possibilitats de connexió del parc.
El Parc Científic d'Alacant comptarà en breu, a més de l'edifici dels Serveis Tècnics d'Investigació, amb un altre edifici que acollirà les empreses de base tecnològica i un edifici d'instituts d'investigació.

## Seus
A part del campus a Sant Vicent, la Universitat té diferents seus per la província d'Alacant, començant per la mateixa capital, que són el resultat d'acords amb ajuntaments i altres institucions. Aquestes seus es troben en edificis que formen part del patrimoni històric o artístic de les localitats respectives, i que s'han rehabilitat i adaptat. A les seus es duen a terme tant cursos com iniciatives culturals relacionades amb tecnologies de la informació, exposicions, concerts, jornades d'hivern, primavera, estiu..., a més de donar suport científic i tècnic al desenvolupament de la innovació tecnològica. Algunes d'aquestes seus inclouen aules d'informàtica.

### Alacant
La seu institucional de la UA a la ciutat d'Alacant es troba en un lloc privilegiat de la ciutat, al seu mateix cor, al costat de l'emblemàtic passeig de l'Esplanada. Referir-se a la història urbanística, econòmica, cultural i educativa d'Alacant implica necessàriament parlar d'aquest edifici. És un palauet del final del segle xix d'estil neoclàssic, que ha protagonitzat des del segle XX importants pàgines del desenvolupament d'aquesta ciutat, a més de constituir un lloc de referència en el seu paisatge urbà. Manté al llarg de tot l'any una contínua programació amb tot tipus d'actes d'extensió universitària i diferents cursos, molts dels quals amb un marcat perfil internacional.

### Benissa
A Benissa es desenvolupa també una important programació al llarg de tot l'any. Aquesta seu duu a terme les seues activitats en un entorn caracteritzat per l'abundància de residents de l'Europa comunitària que han escollit la zona de la Marina Alta per a viure-hi. Els actes tenen lloc al Palau d'Andrés i la Casa de Pere Bigot. Tots dos edificis estan situats al centre històric d'aquesta localitat i són construccions representatives de la tipologia palatina de la Marina Alta i de l'arquitectura valenciana dels segles xvii i XVIII. La seu de Benissa ofereix, així mateix, una programació contínua al llarg del tot l'any, amb actes que sovint estan relacionats amb la cultura associada a la llengua dels valencians.

### Oriola
Oriola també acull una seu de la Universitat d'Alacant que reuneix l'herència del llegat universitari d'aquesta ciutat. La Universitat d'Oriola va ser creada mitjançant una butlla papal el 1545 i va mantenir obertes les seues portes durant dos segles. Per a una jove universitat com la UA constitueix un tresor i un privilegi ser receptora d'aquesta antiga tradició universitària. Nombroses activitats d'aquesta seu es desenvolupen en el Convent de Sant Domènec, iniciat per l'arquebisbe Loazes en el segle xvi, seu de l'antiga Universitat i que representa una autèntica joia del Renaixement. Disposa de dos magnífics claustres d'estil renaixentista i barroc; l'església també és barroca. A més, hi destaca el refectori, amb un conjunt únic de rajoles valencianes del segle xviii. En aquesta seu funciona la Càtedra Arquebisbe Loazes, fruit d'un conveni de la UA amb el Bisbat d'Oriola-Alacant.

### Cocentaina
En aquest cas les activitats es duen al terme al Palau Comtal de Cocentaina d'aquesta localitat, que va ser la primera casa principal del comtat i de la seua capital. El seu aspecte actual és del segle xvi, encara que es va edificar sobre construccions anteriors, probablement aprofitant les restes d'una fortalesa àrab del XII. Inicialment va ser obra dels successors de Roger de Llúria. És un edifici de grans volums flanquejat per torrasses. En l'interior conserva detalls molt interessants, com la Sala Daurada, que té un sostre amb una rica ornamentació, la Sala d'Ambaixadors o la Sala Gòtica. En la capella palatina es conserven també magnífics retaules, un dels quals atribuït a Jacomart.

### Biar
La UA té una altra seu a la localitat de Biar, a la Casa de la Cultura del seu Ajuntament, antic convent dels caputxins descalços, de la segona meitat del segle xvii. Aquest municipi ha preservat un dels pocs exemples en la província d'Alacant de conjunt urbà medieval ben conservat. Restes de muralla amb torres de guaita, arcs que servien d'accés al recinte habitat, carrers empedrades on ací i allà brollen dolls d'aigua fresca i dolça, formen un singular conjunt urbà almohade del segle xii que s'estén de forma concèntrica al voltant del castell. Entre els seus murs es van escriure pàgines importants de la història d'Espanya per a definir l'antiga frontera entre el Regne de Castella i la Corona d'Aragó. A més, Biar conserva un dels conjunts monumentals més importants de la Comunitat Valenciana dels segles xvi i xvii.

### La Nucia
A la Nucia, localitat de la Marina Baixa, diversos factors aconsellaven la creació d'una seu: la seua importància tant pel que fa a la població com pel que fa a la seua història, ja que ha tingut un paper clau en l'accés al mar de la vall del Castell de Guadalest ja des dels segles xiii i xiv, la seua intensa activitat industrial i el seu teixit empresarial relacionat amb la construcció, o el turisme i els serveis. Aquesta seu, que s'ha situat en l'emblemàtic edifici del Col·legi de Sant Rafael després d'haver-se rehabilitat, presta una atenció especial al desenvolupament de les noves tecnologies aplicades a la traducció, la filologia i l'ensenyament de la llengua i la literatura catalanes.

### Xixona
La seu de Xixona és fruit d'un acord en el qual, a més de les institucions públiques, participen organismes representants de la indústria del xocolate i del torró, producte característic d'aquesta zona, de manera que les activitats d'aquesta seu, que es desenvolupen en un context lingüístic valencià, presten una atenció especial a qüestions agroalimentàries i empresarials d'aquest territori, important per l'activitat industrial i per la seua història, ja que Xixona era una de les principals ciutats de l'antic Regne de València.

### Villena
La seu de Villena és la més jove, però desenvolupa la seua activitat en una ciutat amb una història mil·lenària, que es manifesta en el seu important patrimoni urbà i monumental. Hi destaca el Castell de la Talaia, edificat pels àrabs cap al segle xii i que ha arribat als nostres dies carregat d'història, però en un bon estat de conservació. Amb el patrocini de l'Ajuntament de Villena, la seu presta una atenció especial a les matèries relacionades amb la mediació i resolució de conflictes (igualtat de gèneres, conflictes en els centres escolars), tecnologies digitals, art, salut, urbanisme i formació empresarial.

## Esports
La Universitat d'Alacant té una àmplia oferta esportiva per a la comunitat universitària, dins d'un model de promoció que fomenta la participació del major nombre possible dels seus alumnes. Per a fer-ho facilita la compatibilitat de les activitats esportives amb les estrictament acadèmiques i, igualment, reconeix determinades activitats a fi de concedir crèdits de lliure elecció. La UA participa en competicions on alguns dels seus equips obtenen, pels seus èxits en campionats i tornejos interuniversitaris, un prestigi per a la Universitat d'Alacant. Diverses institucions i entitats esportives col·laboren amb la UA en el foment de l'esport.
La UA sustenta la seua oferta esportiva en els espais esportius del seu recinte. A més de camps, circuits i pistes a l'aire lliure disposa d'un pavelló poliesportiu cobert que inclou piscina, i que s'integra arquitectònicament en el conjunt del campus, ja que està semisoterrat.